# Xiphosomella pulchripennis
Xiphosomella pulchripennis är en stekelart som först beskrevs av Szepligeti 1906.  Xiphosomella pulchripennis ingår i släktet Xiphosomella och familjen brokparasitsteklar. Inga underarter finns listade i Catalogue of Life.